# Гіпотеза Цукера — Гаммета
Гіпотеза Цукер—Гаммета (рос. гипотеза Цукера — Гаммета, англ. Zucker — Hammett hypothesis) — гіпотеза стверджує, що коли в хімічній реакції з кислотним каталізом logk1 (k1 — константа швидкості реакції першого порядку) лінійно змінюється з H0 (гамметівська кислотна функція), вода не включається в перехідний стан стадії, яка контролює реакцію. Однак, якщо logk1 є лінійним з lg[H+], тоді вода включається. Хоча Гамметом показано, що це не завжди так.